# André Bahia
André Luiz Bahia Santos Viana, kurz André Bahia, (* 24. November 1983 in Rio de Janeiro) ist ein ehemaliger brasilianischer Fußballspieler.

## Vereinskarriere
2001 begann André Bahia seine Fußballkarriere bei Flamengo Rio de Janeiro, wo er in 81 Spielen drei Tore erzielte. 2004 wurde er für ein Jahr an Palmeiras São Paulo verliehen, kam dort aber nicht zum Einsatz. Im Januar 2005 wechselte er zum niederländischen Verein Feyenoord Rotterdam. Mit Rotterdam gewann der Brasilianer in der Saison 2007/08 den KNVB-Pokal. Es war sein einziger Titelerfolg mit Feyenoord in fünf Spielzeiten. Bis zu seinem Transfer in die Türkei absolvierte Bahia 184 Ligaspiele und erzielte dabei 17 Tore.
Seit 2011 ist er bei der türkischen Mannschaft Samsunspor unter Vertrag.

## Erfolge
Flamengo Rio de Janeiro,
- Staatsmeisterschaft von Rio de Janeiro: 2001, 2004

Feyenoord Rotterdam
- KNVB-Pokal: 2008

Botafogo FR
- Staatsmeisterschaft von Rio de Janeiro: 2013

Shonan Bellmare
- J2 League: 2017
- J.League Cup: 2018